# Trash (album)
Trash je osmnácté studiové album amerického zpěváka Alice Coopera. Album vyšlo v červenci 1989 u vydavatelství Epic Records. Obsahuje i hitový singl „Poison“ a na albu se objevila celá řada hostujících zpěváků, mezi něž patří i Michael Anthony z Van Halen, Jon Bon Jovi z Bon Jovi nebo Steven Tyler z Aerosmith.

## Seznam skladeb
| Pořadí | Název                          | Autor                                       | Délka |
| ------ | ------------------------------ | ------------------------------------------- | ----- |
| 1.     | Poison                         | Alice Cooper, Desmond Child, John McCurry   | 4:29  |
| 2.     | Spark in the Dark              | Cooper, Child                               | 3:52  |
| 3.     | House of Fire                  | Cooper, Child, Joan Jett                    | 3:47  |
| 4.     | Why Trust You                  | Cooper, Child                               | 3:12  |
| 5.     | Only My Heart Talkin'          | Cooper, Bruce Roberts, Andy Goldmark        | 4:47  |
| 6.     | Bed of Nails                   | Cooper, Child, Kane Roberts, Diane Warren   | 4:20  |
| 7.     | This Maniac's in Love with You | Cooper, Child, Bob Held, Tom Teeley         | 3:48  |
| 8.     | Trash                          | Cooper, Child, Mark Frazier, Jamie Sever    | 4:01  |
| 9.     | Hell Is Living Without You     | Cooper, Child, Jon Bon Jovi, Richie Sambora | 4:11  |
| 10.    | I'm Your Gun                   | Cooper, Child, McCurry                      | 3:47  |

## Obsazení
- Alice Cooper – zpěv
- Kane Roberts – kytara, zpěv
- Mark Frazier – kytara
- Jack Johnson – kytara
- Steve Lukather – kytara
- Guy Mann-Dude – kytara
- John McCurry – kytara
- Joe Perry – kytara
- Richie Sambora – kytara
- Paul Chiten – klávesy
- Steve Deutsch – klávesy
- Gregg Mangiafico – klávesy
- Allan St. John - klávesy, zpěv
- Tom Hamilton – baskytara
- Hugh McDonald – baskytara
- Bobby Chouinard – bicí, perkuse
- Joey Kramer – bicí, perkuse
- Steve Deutsch – programming
- Gregg Mangiafico – speciální efekty
- Michael Anthony – zpěv
- Stiv Bators – zpěv
- Jon Bon Jovi – zpěv
- Steven Tyler – zpěv
- Desmond Child – zpěv
- Diana Grasselli – zpěv
- Jango – zpěv
- Hugh McDonald – zpěv
- Louis Merlino – zpěv
- Jamie Sever – zpěv
- Bernie Shanahan – zpěv
- Tom Teeley – zpěv
- Joe Turano – zpěv
- Myriam Naomi Valle – zpěv
- Maria Vidal – zpěv
- Kip Winger – zpěv